# Лукинское-2
Лукинское-2 — деревня в Кирилловском районе Вологодской области.
Входит в состав Ферапонтовского сельского поселения, с точки зрения административно-территориального деления — в Ферапонтовский сельсовет.
Расстояние по автодороге до районного центра Кириллова — 26,5 км, до центра муниципального образования Ферапонтово — 13,5 км. Ближайшие населённые пункты — Васняково, Шлюз № 4, Красново, Татарово, Верхняя Гора, Запань-Нова.
По переписи 2002 года население — 7 человек.